# Старый Малгобек
Ста́рый Малгобе́к — бывшее село в Малгобекском районе Ингушетии. На сегодняшний день территория села находится в границах муниципального образования (городского округа) «Город Малгобек».

## География
Было расположено в северной части Малгобекского района, недалеко от границы с Северной Осетией, на гребне Терского хребта (северо-западнее села находится вершина Жигзакож высотой 560,7 м над уровнем моря).
Ближайшие населённые пункты: в 2,5 км на юге, в Алханчуртской долине — город Малгобек, на севере, в долине Терека — село Вежарий, на востоке, также на гребне Терского хребта — село Малый Малгобек (Северная Осетия), на западе, у западной оконечности Терского хребта — село Инаркой (Кабардино-Балкария), на северо-западе, в долине Терека — село Нижний Малгобек (Северная Осетия).
В районе Старого Малгобека располагались нефтепромыслы Малгобек-Горского нефтяного месторождения: на восточной окраине села — участок имени Шерипова, на южной — участки имени Лермонтова и Коста Хетагурова, на западной — участок Западный и посёлок 5-й Городок.

## История
Население Старого Малгобека по состоянию на 1988 год составляло около 850 человек.
Впоследствии территория села, как и ближайшие нефтепромыслы, была включена в городской округ «Город Малгобек».
В ходе активизации оползневых процессов в окрестностях Малгобека, вызванных выработкой имеющихся нефтяных месторождений, село Старый Малгобек оказалось в оползневой зоне, в связи с чем сегодня ведётся переселение жителей бывшего села, окрестных посёлков и участков на новые территории.